# Agapetes parishii
Agapetes parishii är en ljungväxtart som beskrevs av C. B. Cl. Agapetes parishii ingår i släktet Agapetes och familjen ljungväxter. Inga underarter finns listade i Catalogue of Life.